# 馬虹
馬虹（1927年—2013年12月22日），原名郭毓堃，河北深州人，是中國武術家，陈式太极拳第11代传人。中国武术八段。曾任石家庄市武术协会副主席、石家庄陈式太极拳研究会会长。

## 生平
1948年，于华北联合大学中文系畢業。從1961年开始学太极拳，1972年拜陳照奎為师，曾於1977年、1979年和1980年三度將陳照奎請到其位於石家庄的家中授藝。
1994年，他被国际太极拳年会评审委员会评为太极拳大師。2009年晉升中国武术八段。
2013年12月22日，在石家庄市逝世。